# Ures, Caborca
Ures är en ort i Mexiko.   Den ligger i kommunen Caborca och delstaten Sonora, i den nordvästra delen av landet, 1 900 km nordväst om huvudstaden Mexico City. Ures ligger 33 meter över havet och antalet invånare är 337.
Terrängen runt Ures är platt, och sluttar västerut. Runt Ures är det mycket glesbefolkat, med 6 invånare per kvadratkilometer. Närmaste större samhälle är Poblado San Felipe, 17,2 km nordost om Ures. Omgivningarna runt Ures är i huvudsak ett öppet busklandskap.